# Балковий Олександр Анатолійович
Олекса́ндр Анато́лійович Балковий (нар. 20 грудня 1975 — 26 січня 2016) — солдат Збройних сил України, учасник російсько-української війни.

## Життєпис
Народився 1975 року в місті Алушта (Крим). У серпні 2004 року завдяки спільним знайомим познайомився з майбутньою дружиною Наталією, у березні 2005-го одружилися. Родина проживала в Солом'янському районі Києва. Згодом у родини народилася донька Олександра.
На війну пішов добровольцем, з квітня по червень 2014 року воював у складі батальйону «Донбас». У серпні 2014-го призваний до лав ЗСУ; стрілець 90-го окремого десантного штурмового батальйону 81-ї бригади.
Брав участь у обороні Донецького аеропорту, зазнав поранення в аеропорту і контузії, госпіталізований з важкими травмами грудної клітини та ребер, захворюванням легень. Був прооперований після травми коліна, пройшов реабілітацію і знову поїхав на передову. Після боїв у Пісках та Водяному хвороби дали про себе знати, направлений на лікування до шпиталю, майже рік провів у різних лічницях.
26 січня 2016 року зупинилося серце, не витримавши фізичних навантажень.
Похований у Києві, на Берковецькому цвинтарі.
Без Олександра лишились дружина Наталія та донька Олександра 2006 р. н.

## Нагороди та вшанування
- Медаль «За вірність народу України» (2015)
- Відзнака «Учасник бойових дій» (2015)
- нагрудний знак «За оборону Донецького аеропорту» (посмертно)
- Відзнака «Герой Киянин» (посмертно)[1]